# Hazel Howell
Hazel Howell (* 13. Februar 1898 in Los Angeles, Kalifornien, Vereinigte Staaten; † 27. Januar 1965 ebenda) war eine US-amerikanische Schauspielerin. Ihre bekannteste Rolle spielte sie 1932 in dem Laurel-und-Hardy-Kurzfilm Der zermürbende Klaviertransport.

## Leben und Karriere
Hazel Howell wurde 1898 in Los Angeles im Bundesstaat Kalifornien geboren. Mutter war Zella Collins und ihr Vater war William H. Howell, ein Obst- und Nusszüchter. Als sie gerade die Highschool abgeschlossen hatte, nahm ihre Mutter sie im September 1917 mit nach New York City, um ihren Traum von einer Schauspielkarriere zu verwirklichen. Sie spielte einige Bühnenstücke und landete schließlich mit mäßigem Erfolg im Varieté. Gegen Ende des Jahres 1919 kehrte sie mit einer Tourneengesellschaft des Broadway-Stücks „Flo Flo“ nach Kalifornien zurück. Sie blieb in Los Angeles und begann sofort, Filmrollen zu bekommen. Bereits 1920 trat sie zum ersten Mal als Schauspielerin in Erscheinung. Sie spielte die Rolle der Flora Dora Dean in 45 Minutes from Broadway. Es folgten nun noch im selben Jahr weitere Filmauftritte, bis Hazel Howell schließlich 1932 ihre bekannteste Rolle in dem Laurel-und-Hardy-Kurzfilm Der zermürbende Klaviertransport erhielt. Sie spielte darin die Klavierkäuferin. Es war allerdings schon eine ihrer letzten Filmrollen und so zog sie sich nach einem kleinen Auftritt in King Kong und die weiße Frau (1933) aus dem Showgeschäft zurück.
Sie starb schließlich im Jahr 1965 im Alter von 67 Jahren in ihrer Geburtsstadt Los Angeles an Krebs. Zeitungsberichten zufolge heiratete sie 1921 in Los Angeles Ned Norworth, einen sehr beliebten Varieté-Komiker, den sie in New York kennengelernt hatte. Während einer Tournee mit seinem Auftritt im Jahr 1923 heirateten sie in  Chicago erneut. Dies war wahrscheinlich auf seine Scheidung zurückzuführen. Howell ließ sich im Januar 1926 von ihm scheiden und behauptete, er habe ihr mehrmals ins Gesicht geschlagen, was zu blauen Flecken geführt habe, als sie „gegen seine Regel verstoßen“ habe, nicht mit ihm zu sprechen, bevor er seinen Morgenkaffee getrunken habe. Das stand in allen Zeitungen.

## Filmografie (Auswahl)
- 1920: 45 Minutes from Broadway
- 1920: A Full House
- 1920: Fixed by George
- 1920: Old Dad
- 1921: Danger Valley
- 1921: Desperate Youth
- 1921: My Lady Friends
- 1925: Neptune’s Stepdaughter
- 1925: Scandal Proof
- 1925: The Wheel
- 1925: Die Millionenfaust (The Fighting Heart)
- 1926: The Law of the Snow Country
- 1926: Broadway Bill
- 1926: A Trip to Chinatown
- 1926: The Last Alarm
- 1926: The Better Way
- 1927: Spuds
- 1927: What Every Girl Should Know
- 1927: The Way of All Pants (Kurzfilm)
- 1928: Beware of Blondes
- 1929: Erfahrene Frau gesucht (Synthetic Sin)
- 1929: The Flying Fool
- 1929: General Crack
- 1930: Murder on the Roof
- 1931: Studio Sap (Kurzfilm)
- 1932: Laurel und Hardy: Der zermürbende Klaviertransport (The Music Box, Kurzfilm)
- 1933: King Kong und die weiße Frau (King Kong)